# Torsten Nitsche
Torsten Nitsche (* 22. Mai 1977 in Görlitz) ist ein ehemaliger deutscher Radrennfahrer.
1995 wurde Torsten Nitsche, der für den RSC Cottbus startete, bei den Junioren-Weltmeisterschaften Zweiter in der Mannschaftsverfolgung auf der Bahn, gemeinsam mit Stephan Schreck, Klaus Mutschler und Daniel Becke, sowie Dritter im Punktefahren. Im selben Jahr wurde er deutscher Junioren-Meister in der Einerverfolgung. 1998 gewann er die Harzrundfahrt und 1999 die Stausee-Rundfahrt Klingnau. Zweimal startete er bei der Internationalen Friedensfahrt.
Im Jahr 2000 wurde Nitsche Profi und startete zunächst für das Team Saeco, für das er die Vuelta a España 2001 als 137. beendete. 2003 für wechselte er zum Team Gerolsteiner.
Im Februar 2003 wurde bei Torsten Nitsche eine lebensgefährlicher Herzfehler festgestellt. Er wurde operiert und musste seine Radsport-Karriere umgehend beenden. Mehrere Jahre lang war er als Sportlicher Leiter der Internationalen Thüringen-Rundfahrt tätig.